# KS Goczałkowice-Zdrój
KS Goczałkowice-Zdrój (ze względów sponsorskich również: KS Panattoni Goczałkowice-Zdrój) – polski klub piłkarski z siedzibą w Goczałkowicach-Zdroju. Rywalizuje w III lidze, na czwartym poziomie rozgrywkowym. Klub został założony w 1960 roku, a swoje domowe mecze rozgrywa na stadionie Panattoni Arena (dawniej Stadion Gminny).

## Historia
Klub przez wiele lat funkcjonował jako amatorski zespół regionalny, uczestnicząc w rozgrywkach niższych lig piłkarskich. Przez dekady stanowił ważny ośrodek sportowy dla lokalnej społeczności, koncentrując się przede wszystkim na szkoleniu młodzieży i promowaniu kultury fizycznej.
Przełomowym momentem w historii klubu był rok 2021, kiedy do zespołu dołączył były reprezentant Polski, Łukasz Piszczek (wychowanek LKS-u i wieloletni zawodnik Borussii Dortmund). Po zakończeniu kariery na poziomie Bundesligi zdecydował się wrócić do występowania w rodzinnym klubie, a jednocześnie zajmował się współprowadzeniem Akademii Piłkarskiej im. Łukasza Piszczka. Jego obecność znacząco zwiększyła zainteresowanie klubem oraz przyczyniła się do rozwoju infrastruktury i poziomu sportowego drużyny.
W sezonie 2020/21 LKS Goczałkowice-Zdrój zadebiutował w rozgrywkach III ligi (grupa III), ostatecznie plasując się na siódmym miejscu w tabeli, czym potwierdzono duże aspiracje sportowe. Klub, mimo półamatorskiego charakteru, zyskał uznanie dzięki solidnym występom oraz skutecznemu łączeniu szkolenia młodzieży z grą na wyższym poziomie rozgrywkowym.
Obecnie LKS Goczałkowice-Zdrój postrzegany jest jako jeden z ciekawszych projektów w polskim środowisku piłki nożnej, łączący tradycję lokalnego klubu z nowoczesnym podejściem do rozwoju młodych piłkarzy.

## Obecny skład
Stan na 5 sierpnia 2025.
| Nr | Poz. | Piłkarz                 |
| -- | ---- | ----------------------- |
| 1  | BR   | Alessio Valion          |
| 2  | OB   | Mateusz Bąk             |
| 3  | OB   | Mateusz Gajda           |
| 5  | OB   | Mateusz Grygier         |
| 6  | OB   | Dominik Zięba (kapitan) |
| 7  | NA   | Michał Rostkowski       |
| 8  | OB   | Mikołaj Rabczak         |
| 9  | NA   | Michał Fidziukiewicz    |
| 10 | PO   | Filip Żagiel            |
| 11 | NA   | Nikolas Wróblewski      |
| 13 | OB   | Damian Maśka            |
| 14 | PO   | Kamil Komandera         |
| 15 | PO   | Kacper Mendrela         |
| 16 | PO   | Mateusz Blacha          |
| 17 | PO   | Remigiusz Flasz         |
| 18 | PO   | Szymon Osipowicz        |
| 21 | PO   | Sergiusz Wesołek        |
| 22 | BR   | Kacper Wieczorkiewicz   |
| 23 | PO   | Michał Płonka           |
| 24 | NA   | Bartłomiej Piworowicz   |
| 25 | PO   | Tomasz Dzida            |
| 26 | OB   | Łukasz Piszczek         |
| 27 | OB   | Kacper Będzieszak       |
| 28 | PO   | Jacek Wuwer             |
| 29 | PO   | Igor Benesz             |
| 30 | BR   | Wiktor Grygierek        |
| 30 | PO   | Szymon Habla            |
| 32 | PO   | Adam Piech              |
| 33 | OB   | Kamil Jaromin           |
| 34 | PO   | Mikołaj Przewoźnik      |
| 70 | NA   | Krzysztof Kiklaisz      |
| 71 | PO   | Błażej Grygier          |
| 80 | PO   | Dorian Orliński         |
| 99 | NA   | Mateusz Bogdański       |

## Znani zawodnicy

### Łukasz Piszczek
Klub zyskał popularność jako klub z dzieciństwa wieloletniego reprezentanta Polski, Łukasza Piszczka. W kwietniu 2021 r. Piszczek zgodził się dołączyć do klubu na sezon 2021/2022 po odejściu z Borussii Dortmund, gdzie zakończył karierę w profesjonalnej piłce nożnej. Jego ojciec - Kazimierz - jest prezesem KS Goczałkowice-Zdrój.
W maju 2021 r. Piszczek poprowadził drużynę jako trener w jednym meczu III ligi przeciwko Pniówkowi Pawłowice, który zakończył się porażką 1:2.
W czerwcu 2019 roku Łukasz Piszczek, we współpracy z Borussią Dortmund, założył w Goczałkowicach-Zdroju Akademię BVB im. Łukasza Piszczka. Celem akademii jest szkolenie młodych piłkarzy według niemieckiego modelu treningowego tj. z naciskiem na rozwój techniczny, taktyczny oraz wychowanie w duchu fair play.